# Saská státní vláda

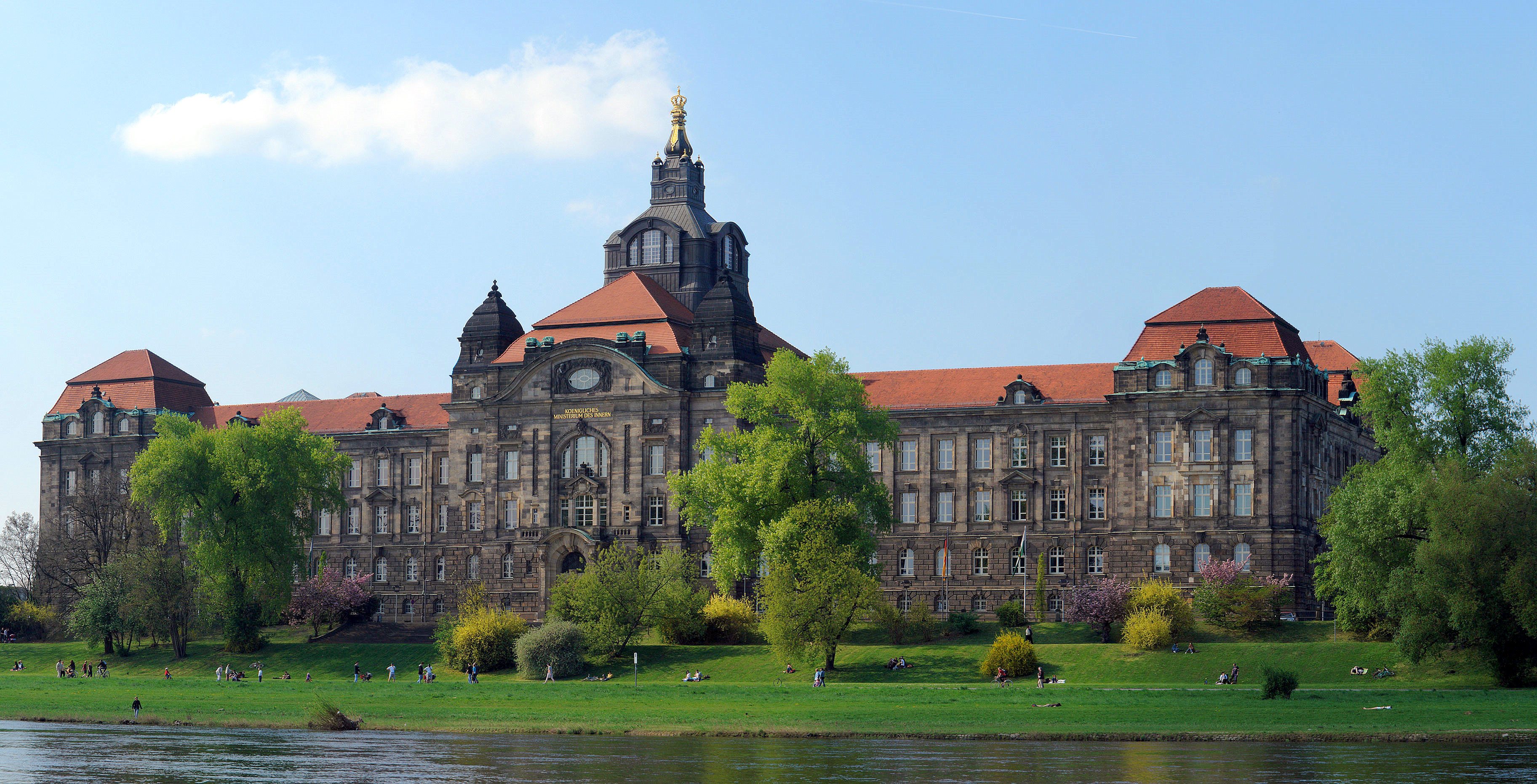
Saská státní kancelář

Saská státní vláda (německy) je zemská vláda Svobodného státu Sasko. V jejím čele stojí předseda vlády (Ministerpräsident), kterého volí v tajné volbě Saský zemský sněm. Sídlem vlády je Saská státní kancelář stojící ve Vládní čtvrti, která je součástí Innere Neustadt, městské části zemského hlavního města Drážďany.
Od znovusjednocení Německa je nejsilnější stranou CDU, která drží od roku 1990 nepřetržitě funkci předsedy vlády. Kurt Biedenkopf vládl od roku 1990 do dubna 2002 v jednobarevné CDU. Vystřídal ho Georg Milbradt, který po volbách v roce 2004 vstoupil do černo-červené koalice s SPD. Po Milbradtově rezignaci v květnu 2008 převzal úřad předsedy vlády Stanisław Tilich a až do zemských voleb v roce 2009 pokračoval v koalici CDU-SPD. V následujících pěti letech vládl Tilich společně s FDP v černo-žluté koalici. Protože v zemských volbách v roce 2014 nepřekročila FDP pětiprocentní hranici potřebnou pro vstup do zemského sněmu, pokračoval Tilich v koalici CDU-SPD. Kvůli špatným výsledkům CDU ve volbách do spolkového sněmu v roce 2017 Tilich v prosinci 2017 ze své funkce odstoupil a novým předsedou vlády byl zvolen Michael Kretschmer. Obě koaliční strany utrpěly v zemských volbách v roce 2019 značné ztráty. Po zdlouhavých koaličních jednáních se k vládě připojila strana Svaz 90/Zelení a vznikla takzvaná keňská koalice. Více než tři a půl měsíce měsíce po zemských volbách byl předsedou vlády znovu zvolen Michael Kretschmer. Od prosince 2024 vládne Sasku menšinová třetí vláda Michaela Kretschmera složená z CDU a SPD.

## Úřadující vláda

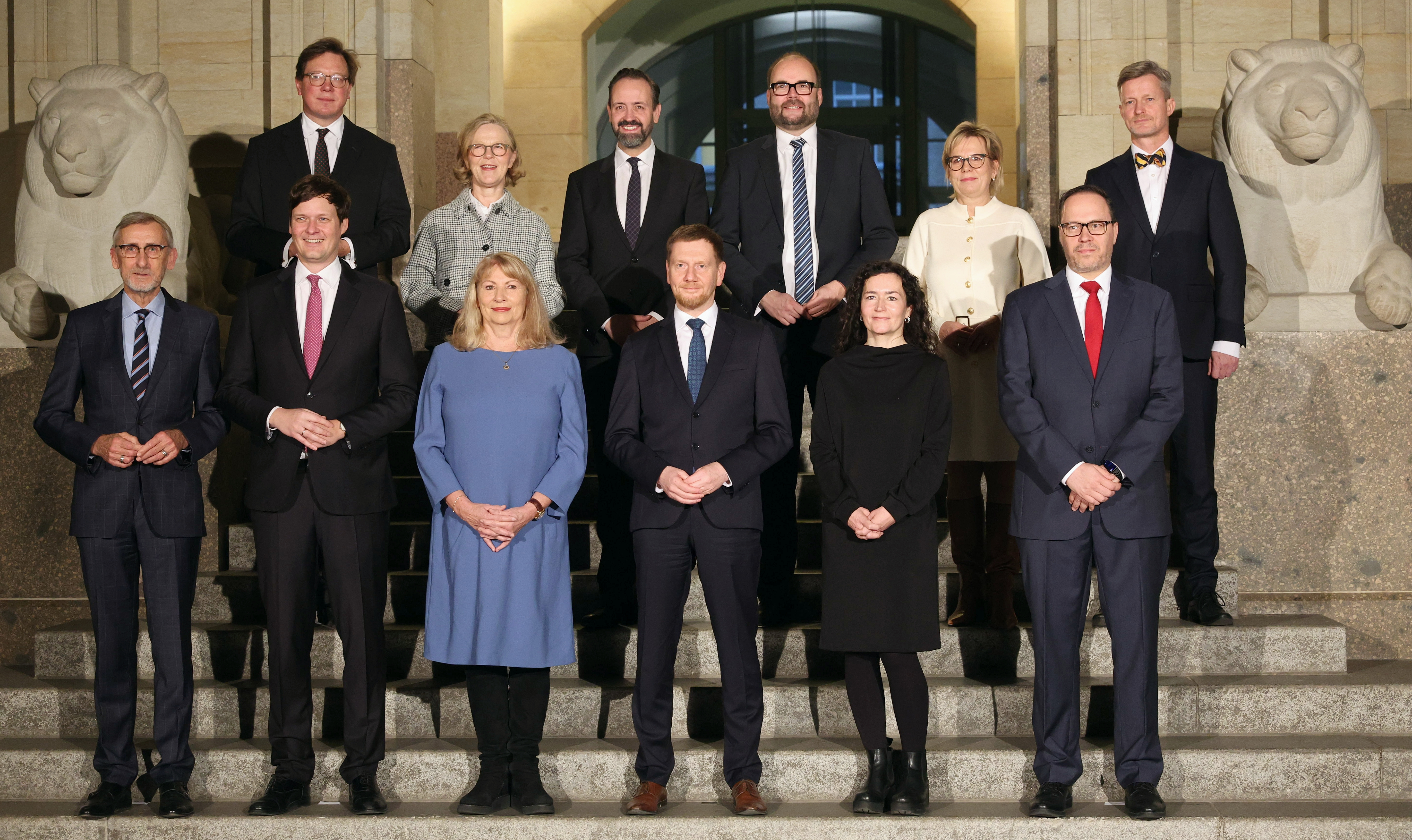
Třetí vláda Michaela Kretschmera po svém jmenování 19. prosince 2024

- Předseda vlády: Michael Kretschmer (CDU)
- Ministerstvo sociálních věcí, zdravotnictví a sociální soudržnosti; místopředsedkyně vlády: Petra Köppingová (SPD)
- Ministerstvo vnitra: Armin Schuster (CDU)
- Ministerstvo financí: Christian Piwarz (CDU)
- Ministerstvo pro hospodářství, práci, energie a ochranu klimatu: Dirk Panter (SPD)
- Ministerstvo školství: Conrad Clemens (CDU)
- Ministerstvo spravedlnosti: Constanze Geiertová (CDU)
- Ministerstvo pro životní prostředí a zemědělství: Georg-Ludwig von Breitenbuch (CDU)
- Ministerstvo pro infrastrukturu a rozvoj venkova: Regina Kraushaarová (CDU)
- Ministerstvo pro vědu, kulturu a turismus
  - Ministr pro vědu: Sebastian Gemkow (CDU)
  - Ministryně pro kulturu a turismus: Barbara Klepschová (CDU)

## Dřívější vlády

### Výmarská republika 1918–1933
| Předseda vlády          | Strany                               | Časové období | Vláda                         |
| ----------------------- | ------------------------------------ | ------------- | ----------------------------- |
| Richard Lipinski (USPD) | USPD, SPD                            | 1918–1919     | Vláda Richarda Lipinského     |
| Georg Gradnauer (SPD)   | SPD                                  | 1919          | První vláda Georga Gradnauera |
| Georg Gradnauer (SPD)   | SPD, DDP                             | 1919–1920     | Druhá vláda Georga Gradnauera |
| Wilhelm Buck (SPD)      | SPD, DDP                             | 1920          | První vláda Wilhelma Bucka    |
| Wilhelm Buck (SPD)      | SPD, USPD, DDP                       | 1920–1922     | Druhá vláda Wilhelma Bucka    |
| Wilhelm Buck (SPD)      | SPD                                  | 1922–1923     | Třetí vláda Wilhelma Bucka    |
| Erich Zeigner (SPD)     | SPD, KPD                             | 1923          | Vláda Ericha Zeignera         |
| Alfred Fellisch (SPD)   | SPD                                  | 1923–1924     | Vláda Alfreda Fellische       |
| Max Heldt (SPD/ASPS)    | SPD/ASPS, DDP, DVP                   | 1924–1927     | První vláda Maxe Heldta       |
| Max Heldt (SPD/ASPS)    | ASPS, DDP, DVP, WP                   | 1927          | Druhá vláda Maxe Heldta       |
| Max Heldt (SPD/ASPS)    | ASPS, DDP, DVP, DNVP, WP, Volksrecht | 1927–1929     | Třetí vláda Maxe Heldta       |
| Wilhelm Bünger (DVP)    | DVP, DNVP, WP, ASPS, nestraníci      | 1929–1930     | Vláda Wilhelma Büngera        |
| Walther Schieck (DVP)   | DVP, DDP, nestraníci                 | 1930–1933     | Vláda Walthera Schiecka       |

### Období nacismu 1933–1945
| Předseda vlády                | Strany            | Časové období | Vláda                         |
| ----------------------------- | ----------------- | ------------- | ----------------------------- |
| Manfred von Killinger (NSDAP) | NSDAP, nestraníci | 1933–1935     | Vláda Manfreda von Killingera |
| Martin Mutschmann (NSDAP)     | NSDAP, nestraníci | 1935–1945     | Vláda Martina Mutschmanna     |

### Sovětská okupační zóna a Německá demokratická republika 1945–1952
| Předseda vlády              | Strany                                                         | Časové období | Vláda                           |
| --------------------------- | -------------------------------------------------------------- | ------------- | ------------------------------- |
| Rudolf Friedrichs (SPD/SED) | SPD, KPD, CDU, LDP, nestraníci; od 17. září 1945 SED, CDU, LDP | 1945–1946     | První vláda Rudolfa Friedrichse |
| Rudolf Friedrichs (SPD/SED) | SED, CDU, LDP                                                  | 1946–1947     | Druhá vláda Rudolfa Friedrichse |
| Max Seydewitz (SED)         | SED, CDU, LDP, DBD                                             | 1947–1950     | První vláda Maxe Seydewitze     |
| Max Seydewitz (SED)         | SED, CDU, LDP, DBD, NDPD, FDGB                                 | 1950–1952     | Druhá vláda Maxe Seydewitze     |

### Spolková republika Německo od roku 1990
| Předseda vlády           | Strany                   | Časové období | Vláda                            |
| ------------------------ | ------------------------ | ------------- | -------------------------------- |
| Kurt Biedenkopf (CDU)    | CDU                      | 1990–1994     | První vláda Kurta Biedenkopfa    |
| Kurt Biedenkopf (CDU)    | CDU                      | 1994–1999     | Druhá vláda Kurta Biedenkopfa    |
| Kurt Biedenkopf (CDU)    | CDU                      | 1999–2002     | Třetí vláda Kurta Biedenkopfa    |
| Georg Milbradt (CDU)     | CDU                      | 2002–2004     | První vláda Georga Milbradta     |
| Georg Milbradt (CDU)     | CDU, SPD                 | 2004–2008     | Druhá vláda Georga Milbradta     |
| Stanisław Tilich (CDU)   | CDU, SPD                 | 2008–2009     | První vláda Stanisława Tilicha   |
| Stanisław Tilich (CDU)   | CDU, FDP                 | 2009–2014     | Druhá vláda Stanisława Tilicha   |
| Stanisław Tilich (CDU)   | CDU, SPD                 | 2014–2017     | Třetí vláda Stanisława Tilicha   |
| Michael Kretschmer (CDU) | CDU, SPD                 | 2017–2019     | První vláda Michaela Kretschmera |
| Michael Kretschmer (CDU) | CDU, Svaz 90/Zelení, SPD | 2019–2024     | Druhá vláda Michaela Kretschmera |
| Michael Kretschmer (CDU) | CDU, SPD                 | od roku 2024  | Třetí vláda Michaela Kretschmera |

## Dřívější členové vlády od roku 1990
- Saská státní kancelář
  - 1990–1991 Arnold Vaatz (CDU)
  - 1990–1999 Günter Meyer (CDU)
  - 1999–2001 Thomas de Maizière (CDU)
  - 2001–2002 Georg Brüggen (CDU)
  - 2002–2004 Stanisław Tilich (CDU)
  - 2004–2007 Hermann Winkler (CDU)
  - 2007–2008 Michael Sagurna (CDU)
  - 2008–2014 Johannes Beermann (CDU)
  - 2014–2017 Fritz Jaeckel (CDU)
  - 2017–2024 Oliver Schenk (CDU)
  - 2024 Conrad Clemens (CDU)

- Ministerstvo financí
  - 1990–2001 Georg Milbradt (CDU)
  - 2001–2002 Thomas de Maizière (CDU)
  - 2002–2007 Horst Metz (CDU)
  - 2007–2008 Stanisław Tilich (CDU)
  - 2008–2017 Georg Unland (CDU)
  - 2017–2019 Matthias Haß (CDU)
  - 2019–2024 Hartmut Vorjohann (CDU)

- Ministerstvo vnitra
  - 1990–1991 Rudolf Krause (CDU)
  - 1991–1995 Heinz Eggert (CDU)
  - 1995–2002 Klaus Hardraht (CDU)
  - 2002–2004 Horst Rasch (CDU)
  - 2004–2005 Thomas de Maizière (CDU)
  - 2005–2009 Albrecht Buttolo (CDU)
  - 2009–2017 Markus Ulbig (CDU)
  - 2017–2022 Roland Wöller (CDU)

- Ministerstvo spravedlnosti
  - 1990–2000 Steffen Heitmann (CDU)
  - 2000–2002 Manfred Kolbe (CDU)
  - 2002–2004 Thomas de Maizière (CDU)
  - 2004–2009 Geert Mackenroth (CDU)
  - 2009–2014 Jürgen Martens (FDP), m. spravedlnosti a pro Evropu
  - 2014–2019 Sebastian Gemkow (CDU)
  - 2019–2024 Katja Meierová (Svaz90/Zelení), m. spravedlnosti a pro demokracii, Evropu a rovnost

- Ministerstvo školství
  - 1990–1993 Stefanie Rehmová (CDU)
  - 1993–1994 Friedbert Groß (CDU)
  - 1994–2002 Matthias Rößler (CDU)
  - 2002–2004 Karl Mannsfeld (CDU)
  - 2004–2008 Steffen Flath (CDU)
  - 2008–2012 Roland Wöller (CDU)
  - 2012–2017 Brunhild Kurthová (CDU)
  - 2017 Frank Haubitz (nestraník)

- Ministerstvo sociálních věcí (od roku 2009 m. sociálních věcí a ochrany spotřebitelů)
  - 1990–2002 Hans Geisler (CDU)
  - 2002–2003 Christine Weberová (CDU)
  - 2003–2008 Helma Oroszová (CDU)
  - 2008–2014 Christine Claußová (CDU)
  - 2014–2019 Barbara Klepschová (CDU)

- Ministerstvo zemědělství, výživy a lesů (do roku 1998)
  - 1990–1998 Rolf Jähnichen (CDU)

- Ministerstvo životního prostředí a rozvoje venkova (do roku 1998)
  - 1990–1991 Karl Weise (CDU)
  - 1991–1998 Arnold Vaatz (CDU)

- Ministerstvo životního prostředí a zemědělství (od roku 1998)
  - 1998–1999 Rolf Jähnichen (CDU)
  - 1999–2004 Steffen Flath (CDU)
  - 2004–2007 Stanisław Tilich (CDU)
  - 2007–2008 Roland Wöller (CDU)
  - 2008–2014 Frank Kupfer (CDU)
  - 2014–2019 Thomas Schmidt (CDU)
  - 2019–2024 Wolfram Günther (Svaz90/Zelení), m. pro energie, ochranu klimatu, životní prostřední a zemědělství

- Ministerstvo hospodářství a práce
  - 1990–2002 Kajo Schommer (CDU)
  - 2002–2004 Martin Gillo (CDU)
  - 2004–2009 Thomas Jurk (SPD)
  - 2009–2014 Sven Morlok (FDP), m. hospodářství, práce a dopravy
  - 2014–2024 Martin Dulig (SPD), m. hospodářství, práce a dopravy

- Ministerstvo vědy a umění
  - 1990–2002 Hans Joachim Meyer (CDU)
  - 2002–2004 Matthias Rößler (CDU)
  - 2004–2006 Barbara Ludwigová (SPD)
  - 2006–2009 Eva-Maria Stangeová (SPD)
  - 2009–2014 Sabine von Schorlemer (nestraník)
  - 2014–2019 Eva-Maria Stangeová (SPD)